# ジュイス・レカセンス
ジュイス・レカセンス・ビベス（Lluís Recasens Vives、2002年2月19日 - ）は、スペイン・カタルーニャ州タラゴナ出身のサッカー選手。RCDエスパニョールB所属。ポジションはDF。

## クラブ経歴
カタルーニャ州のタラゴナに生まれ、2017年にRCDエスパニョールのカンテラに入団した。
2021年9月12日、ラ・リーガのアトレティコ・マドリード戦にて、後半開始からフェルナンド・カレロとの交代でトップチームデビューを果たした。